# Arvid August Afzelius

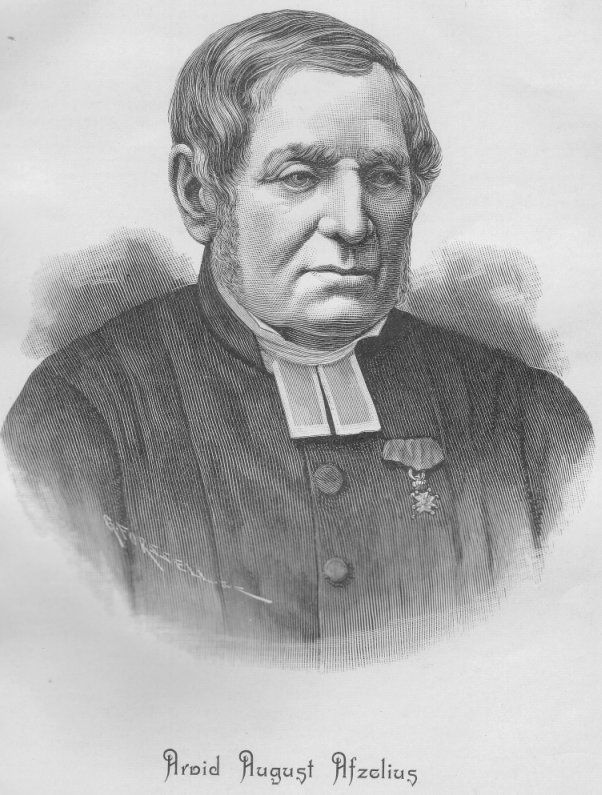
Arvid August Afzelius

Arvid August Afzelius (Aussprache [ˌaɹːvid ˌɑu̯gɵst ˈafseːliɵs], * 6. Mai 1785 in Hornborga; † 25. September 1871 in Enköping) war der erste Sammler schwedischer Volkslieder.

## Leben
Afzelius, ein Sohn des Pfarrers Per Persson Afzelius, studierte ab 1803 an der Universität Uppsala und war nach seiner Ordination 1811 zunächst außerordentlicher und ab 1820 ordentlicher Hofprediger in Stockholm. Von 1828 bis zu seinem Tode wirkte er als Pfarrer (ab 1852 auch als Propst) in Enköping. Er war seit 1811 Mitglied des Götiska Förbundet und wurde 1842 in die Kungliga Vitterhets Historie och Antikvitets Akademien sowie 1857 in die Königlich Schwedische Musikakademie gewählt. Auch der kongelige nordiske oldskriftselskab und dem Kungliga Samfundet för utgivande av handskrifter rörande Skandinaviens historia gehörte er an. 1841 wurde er Ritter, 1871 Kommandeur des Nordstern-Ordens.
Afzelius’ besondere Bedeutung liegt in seinen Beiträgen zur Popularisierung der altnordischen Literatur und zur Sammlung schwedischer Volkslieder. Zwischen 1811 und 1818 veröffentlichte er Übersetzungen der Hervarar saga, der Völuspá und der Lieder-Edda. Gemeinsam mit Erik Gustaf Geijer gab er von 1814 bis 1818 die erste gedruckte Sammlung schwedischer Volkslieder mit Melodien unter dem Titel Svenska folk-visor från forntiden in drei Bänden heraus. Die musikalische Bearbeitung der Melodien erfolgte durch den musikalischen Direktor der Universität Uppsala, Friedrich Haeffner. Das grundlegende Werk regte zu weiteren Sammlungen von Volksliedern an und inspirierte viele Komponisten Schwedens. Afzelius verfasste auch selbst Dichtungen, die seinerzeit weit verbreitet waren und von der Svenska Akademien ausgezeichnet wurden. Ein Kirchenlied ist noch im aktuellen schwedischen Gesangbuch enthalten (Nr. 22).
Seine Svenska folkets sago-häfder eller Fäderneslandets historia, sådan hon lefvat och till en del ännu lefver i sägner folksånger och andra minnesmärken (11 Bände, 1839–70) sind eine Sammlung der volkstümlichen Überlieferungen über Ereignisse der schwedischen Geschichte.